# Керування маркетингом
Керування маркетингом, Управління маркетингом, Маркетинговий менеджмент (англ. marketing management) — процес, основними складовими якого є аналіз, планування, реалізація планів та контроль за здійсненням заходів, спрямованих на встановлення, зміцнення і підтримання взаємовигідних обмінів з цільовими ринками для досягнення цілей підприємства (отримання прибутку, збільшення обсягів збуту, збільшення частки ринку тощо).

## Основні завдання
До основних завдань управління маркетингом на підприємстві належать:
- формування цілей підприємства та визначення шляхів їх досягнення:
  - повернення капіталовкладень;
  - одержання прибутку;
  - вихід на новий ринок;
  - збільшення частки підприємства на ринку;
  - упровадження у виробництво нового товару тощо
- формування організаційної структури маркетингу підприємства, визначення повноважень, відповідальності працівників за реалізацію маркетингових заходів;
- аналіз ринку, попиту, конкуренції, поведінки споживачів тощо;
- розробка і реалізація маркетингових програм щодо створення та освоєння нових засобів виробництва;
- підготовка планів закупівель матеріально-технічних ресурсів;
- формування виробничого плану;
- визначення відповідних стимулів (моральних та матеріальних) для працівників, щоб досягти поставлених цілей.

## Автоматизація маркетингу
Автоматизація маркетингу  - використання спеціалізованих комп'ютерних програм і технічних рішень для автоматизації маркетингових процесів підприємства. Основні області автоматизації - це маркетингове планування і бюджетування, управління маркетинговими активами, управління маркетинговими кампаніями, взаємодія з клієнтами, управління потенційними продажами, інтеграція даних про клієнтів і їх аналітика, та інші аспекти маркетингу. Рішення в області автоматизації маркетингу поставляються в складі деяких систем з управління відносинами з клієнтами (CRM-систем), а також у вигляді незалежних додатків - окремих програм управління маркетинговими завданнями (Enterprise Marketing Management - EMM). У свою чергу, незалежні додатки можуть бути комплексними системами або призначеними для вирішення приватних маркетингових завдань.